# Bridge the Gap
Bridge the Gap è il secondo album dei Temple of Rock, pubblicato nel 2013 per l'etichetta discografica Nuclear Blast.

## Tracce
1. Neptune Rising
2. Where the Wind Wins Blows
3. Horizons
4. Lord of the Lost and Lonely
5. Rock and Roll Symphony
6. To Live for the King
7. Land of Thunder
8. Temple of the Holy
9. Shine On
10. Bridges We Have Burned
11. Slave Girl
12. Black Moon Rising
13. Dance for the Piper

## Formazione
- Doogie White – voce
- Michael Schenker – chitarra
- Wayne Findlay – chitarra
- Francis Buchholz – basso
- Herman Rarebell – batteria